# Movimento Operário Sueco

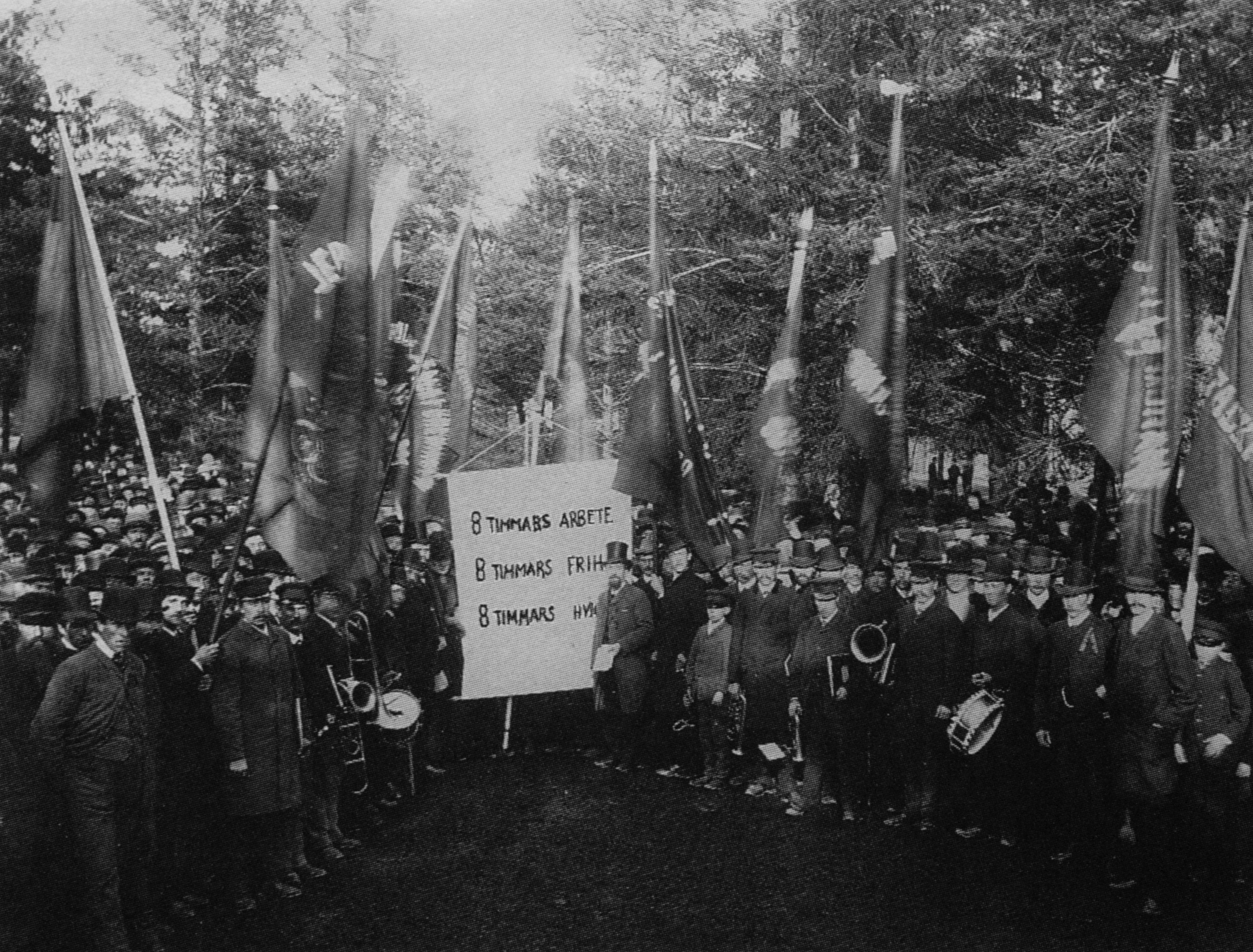
O Primeiro de Maio em 1890 na cidade de Sundsvall.
Os trabalhadores exigem ”8 horas de trabalho”, ”8 horas livres” e ”8 horas de repouso”.

O movimento operário sueco (arbetarrörelsen) é a organização articulada da  Confederação Nacional de Sindicatos (fundada em 1898), do Partido social-democrata (fundado em 1889) e da União de Cooperativas, dando expressão à luta dos trabalhadores suecos por melhores condições de vida económicas, sociais, culturais e políticas.

Tem as suas raízes em 1850, no advento da industrialização da Suécia, quando os operários se começaram a organizar, e a realizar tumultos de fome e greves. O primeiro sindicato - dos tipógrafos - viu a luz do dia em 1846, e o partido social-democrata surgiu em 1889.